# Orkanen i New England 1938
Orkanen i New England 1938 (eller Great New England Hurricane eller Long Island Express eller bare The Great Hurricane of 1938) var den første store orkan, som ramte New England siden 1869. Orkanen tog form nær Afrikas kyst i september 1938, hvorefter den blev til en kategori 5 orkan på Saffir-Simpson-skalaen før den gik i land som en kategori 3 orkan den 21. september 1938. Orkanen dræbte over 682 mennesker og ødelagde over 57.000 hjem. I alt opregnes orkanens samlede skade til at kostet $4.7 millioner (2005 US dollars).